# Minot Air Force Base
Minot AFB is een vliegbasis van de United States Air Force en plaats (census-designated place) in de Amerikaanse staat North Dakota, en valt bestuurlijk gezien onder Ward County. De basis bevindt zich zo'n 20 km ten noorden van het stadje Minot.
De Minot Air Force Base is de thuisbasis van twee grote eenheden: de 5th Bomb Wing en de 91st Missile Wing, beide van het Air Force Global Strike Command (AFGSC).
Oorspronkelijk 68 jaar geleden in 1957 geopend als een basis van het Air Defense Command (ADC), werd Minot AFB in het begin van de jaren 1960 een belangrijke basis van het Strategic Air Command (SAC), met zowel nucleair bewapende intercontinentale ballistische raketten als bemande bommenwerpers en bijtankvliegtuigen.
Toen SAC in 1992 werd gedeactiveerd, werd de nucleaire missie van de basis verdeeld over twee commando's, waarbij raketten naar het Air Force Space Command (AFSPC) gingen en bemande bommenwerpers naar het Air Combat Command (ACC). Met de oprichting van AFGSC in 2009 werden eind 2009 en begin 2010 raketten en bemande bommenwerpers (met uitzondering van de B-1 Lancer) overgedragen van AFSPC en ACC naar AFGSC en vielen de beide eenheden actief op Minot AFB terug onder een enkel commando.
De primaire missie van de 5th Bomb Wing is het onderhouden en bedienen van B-52H-bommenwerpers die zijn toegewezen aan het 23d Bomb Squadron en het 69th Bomb Squadron. Minot AFB is een van de twee overgebleven bases met B-52's; de andere is Barksdale Air Force Base in Bossier City, Louisiana.
De 91st Missile Wing (91 MW) van het Global Strike Command (AFGSC) is verantwoordelijk voor het onderhoud van de Minuteman III nucleaire raketten, die zich bevinden in drie hoofdvelden ten noorden, westen en zuiden van de basis. Voorheen bekend als de 91st Space Wing, werd het in juni 2008 omgedoopt tot een Missile Wing. Het is een van de drie operationele intercontinentale ballistische raketeenheden van de luchtmacht, samen met de Malmstrom Air Force Base in Great Falls, Montana, en de F.E. Warren Air Force Base in Cheyenne, Wyoming. Naast zijn raketten exploiteert de Wing ook een squadron Bell UH-1N Twin Huey-helikopters ter ondersteuning van raket- en lanceercontrolesites.

## Demografie
Bij de volkstelling in 2000 werd het aantal inwoners vastgesteld op 7599.

## Geografie
Volgens het United States Census Bureau beslaat de plaats een oppervlakte van
19,7 km², waarvan 18,7 km² land en 1,0 km² water.

## Plaatsen in de nabije omgeving
De onderstaande figuur toont nabijgelegen plaatsen in een straal van 24 km rond Minot AFB.